# Trevor Guthrie
Trevor Guthrie (Vancouver, 11 februari 1973) is een Canadees singer-songwriter. Hij is de voormalig leadzanger van de inmiddels opgeheven groep soulDecision en is tegenwoordig solo-artiest.

## Vroege jaren
Op driejarige leeftijd begon Guthrie met piano spelen en op vierjarige leeftijd trad hij voor het eerst op. Toen hij naar de high school Argyle Secondary School ging, begon hij met gitaar spelen en het schrijven van muziek.

## Carrière

### 2000-2004: soulDecision
Na een verandering van naam en platenlabel, MCA, Guthrie's band Indecision ging verder als soulDecision. De band scoorde een hit met "Faded", dat de eerste plaats bereikte in Canada en de 22e plek in de Verenigde Staten. Deze single werd opgevolgd door "Ooh It's Kinda Crazy". Het album No One Does It Better werd opgenomen in de Velvet Sound Studios in Sydney, Australië, en werd meer dan een miljoen keer verkocht. Na een pauze van vier jaar en een wisseling van platenlabel bracht de band de single "Cadillac Dress" uit. Deze single werd een kleine radiohit. De band bracht hun tweede album Shady Satin Drug uit in november 2004. Vanwege een gebrek aan steun van de Canadese muziekindustrie werden er minder dan 2000 albums gedrukt en verkocht. Het album bevatte nog twee singles, "Hypnotize" en "Kiss the Walls".

### 2008-heden: solocarrière
Guthrie bracht op zijn MySpace-pagina een nieuw nummer uit genaamd "Strong Hands", geïnspireerd door veteranen uit de Tweede Wereldoorlog. In 2013 was hij te horen op het nummer "This Is What It Feels Like" van Armin van Buuren, wat een wereldwijde top 10-hit werd. Later in het jaar zong hij het nummer opnieuw in op een "classical remix" van John Ewbank. Andere nummers waarop hij te horen is zijn "Until It's Gone" van Markus Schulz en "Soundwave" van R3hab. In 2017 verleende hij zijn stem aan het nummer "Dreamer" van Axwell Λ Ingrosso, wat ook een wereldwijde hit werd, en in 2018 was hij te horen op "Won't Hold Me Down (Gravity)" van Brennan Heart.

## Discografie

### Singles
| Single met eventuele hitnotering(en) in de Nederlandse Top 40 | Datum van verschijnen | Datum van binnenkomst | Hoogste positie | Aantal weken | Opmerkingen                                         |
| ------------------------------------------------------------- | --------------------- | --------------------- | --------------- | ------------ | --------------------------------------------------- |
| This Is What It Feels Like                                    | 27-03-2013            | 20-04-2013            | 3               | 26           | met Armin van Buuren / Nr. 2 in de Single Top 100   |
| This Is What It Feels Like (John Ewbank Classical Remix)      | 06-11-2013            | 23-11-2013            | 20              | 11           | met Armin van Buuren                                |
| Dreamer                                                       | 08-12-2017            | 06-01-2018            | 12              | 23           | met Axwell Λ Ingrosso / Nr. 38 in de Single Top 100 |
| Won't Hold Me Down (Gravity)                                  | 15-02-2018            | 14-04-2018            | tip8            | -            | met Brennan Heart                                   |
| Summer air                                                    | 2019                  | 15-06-2019            | tip26*          |              | met Hardwell                                        |

| Single met hitnotering(en) in de Vlaamse Ultratop 50 | Datum van verschijnen | Datum van binnenkomst | Hoogste positie | Aantal weken | Opmerkingen           |
| ---------------------------------------------------- | --------------------- | --------------------- | --------------- | ------------ | --------------------- |
| This Is What It Feels Like                           | 2013                  | 13-04-2013            | 8               | 21           | met Armin van Buuren  |
| Dreamer                                              | 2017                  | 16-12-2017            | tip2            | -            | met Axwell Λ Ingrosso |

### NPO Radio 2 Top 2000
| Nummer met noteringen in de NPO Radio 2 Top 2000  | '13  | '14 | '15 | '16 | '17 | '18 | '19 | '20 | '21 | '22 | '23 | '24 |
| ------------------------------------------------- | ---- | --- | --- | --- | --- | --- | --- | --- | --- | --- | --- | --- |
| This Is What It Feels Like (met Armin van Buuren) | 1243 | 146 | 184 | 325 | 454 | 337 | 368 | 444 | 510 | 723 | 789 | 865 |

1. ↑  Een vetgedrukt getal geeft de hoogste notering aan.
2. ↑  2013 was het eerste jaar met een notering voor dit nummer.